# Carleton-Est (circonscription provinciale)
Circonscription électorale provinciale du Canada
Carleton-Est ((en) Carleton East) est une ancienne circonscription provinciale de l'Ontario représentée à l'Assemblée législative de l'Ontario de 1967 à 1999.

## Géographie
La circonscription comprenait:
- La ville fusionnée Gloucester, à l'exception d'un secteur située au nord
- Le village de Rockcliffe Park
- Une partie du nord-est d'Ottawa

## Historique
| Législature                                                         | Années    | Député | Député                | Parti                     |
| ------------------------------------------------------------------- | --------- | ------ | --------------------- | ------------------------- |
| Carleton-Est                                                        |           |        |                       |                           |
| Circonscription issue de Russell                                    |           |        |                       |                           |
| 28e                                                                 | 1967-1971 |        | Bert Lawrence         | Progressiste-conservateur |
| 29e                                                                 | 1971-1974 |        | Bert Lawrence         | Progressiste-conservateur |
| 29e                                                                 | 1974-1975 |        | Paul Frederick Taylor | Libéral                   |
| 30e                                                                 | 1975-1977 |        | Evelyn Gigantes       | Néo-démocrate             |
| 31e                                                                 | 1977-1981 |        | Evelyn Gigantes       | Néo-démocrate             |
| 32e                                                                 | 1981-1985 |        | Bob MacQuarrie        | Progressiste-conservateur |
| 33e                                                                 | 1985-1987 |        | Gilles Morin          | Libéral                   |
| 34e                                                                 | 1987-1990 |        | Gilles Morin          | Libéral                   |
| 35e                                                                 | 1990-1995 |        | Gilles Morin          | Libéral                   |
| 33e                                                                 | 1995-1999 |        | Gilles Morin          | Libéral                   |
| Circonscription dissoute parmi Carleton—Gloucester et Ottawa—Vanier |           |        |                       |                           |